# 黒歯国
黒歯国（こくしこく　黑齒國）とは、古代中国の伝説で遥か東方にあると考えられていた黒い歯をした人の国である。侏儒国、裸国とともに記述されている。

## 概要
次のとおり中国の書籍に伝えられる。なお『三国志』のいわゆる魏志倭人伝に倭国のはるか東南方にあるとされることから実在の国とする研究者も多い。韓国では黒歯常之が関係するとの説がある。
研究者によっては、インドネシアと関連する国ではないかと考察されており、論拠として、インドネシアではベテルチューイング（日本ではキンマと呼ばれる）という檳榔樹と石灰で作ったガムのようなものを噛む習慣があり、時々赤黒い汁を出しながら話をするとされ、『三国志』の記述にある水路の行程・地理からも指摘される。

## 淮南子
『淮南子』では以下のとおり記述される。
- 黒歯は歯がみな黒い

- その人の歯は黒く稲を食べ蛇をくらう。湯谷の上である。

- 東は黒歯に着く

## 山海経
『山海經』では以下のとおり記述される。
- その北に黒歯国がある。そこの人は黒い。稲を食べ蛇をくらう。黒歯国の北に扶桑がある。

- 黒歯の国がある。俊帝の子孫である。姜姓である。黍を食べ四鳥を使う。

なお、『源氏物語』末摘花では「歯黒 山海経云東海有黒歯国其俗婦人歯志黒染」との注がある。

## 文選
『文選』では以下のとおり記述される。
- 船の漁師は南の東の極みに（中略）黒歯の邦に汎汎悠悠す。

## 三国志
『三国志』の魏志倭人伝では以下のとおり記述される。
- 裸国と黒歯国がある。東南に船で一年ほどで着く。

## 後漢書
『後漢書』倭傳では以下のとおり記述される。
- 女王国から南4000余里の小人国から東南に船で1年で黒歯国に着く。

## 梁書
『梁書』卷五十四 列傳第四十八 諸夷傳 東夷条 倭では以下のとおり記述される。
- 南に小人国がありその南に黒歯国がある。倭から4000余里。船で1年で着く。

## 路史
『路史』国名紀では以下の通り記述される。
- 黒歯氏は姜姓である。『山海経』によると、黒歯国は帝俊の末裔である。